# Seznam vojaških kratic na V
To je seznam vojaških kratic, ki se pričnejo s črko V.

## Seznam
- VAQ
- VAW
- VCR je slovenska vojaška kratica, ki označuje Večcevni raketomet.
- v.d. je splošna kratica, ki označuje Vršilec dolžnosti.
- VED je slovenska vojaška kratica, ki označuje Vojaška evidenčna dolžnost.
- VERC je slovenska vojaška kratica, ki označuje Verifikacijski center.
- VF
- VFA
- VGD (nemško Volkssturm Grenadier Division) označuje Volkssturm grenadirska divizija.
- VIKG (srbohrvaško Vazduhoplovna isturena komandna grupa) označuje Izpostavljena letalska komandna skupina.
- VJ označuje Vojska Jugoslavije.
- VK je slovenska vojaška kratica, ki označuje Vrhovna komanda.
- VKJ označuje Vojska Kraljevine Jugoslavije.
- VL je slovenska vojaška kratica, ki označuje Vojno letalstvo.
- VM je slovenska vojaška kratica, ki označuje Vojna mornarica.
- VMGR
- VO je slovenska vojaška kratica, ki označuje Vojaško območje.
- VP je:

- slovenska vojaška kratica, ki označuje Vojaška policija.
- slovenska vojaška kratica, ki označuje Vojaško poveljstvo.

- VPO je slovenska vojaška kratica, ki označuje Vojaškopomorsko območje.
- VRM
- VRS označuje Vojska Republike srbske.
- VS je slovenska vojaška kratica, ki označuje Varnostna služba.
- VSHORADS
- VTP je slovenska vojaška kratica, ki označuje Vojaško teritorialno poveljstvo.
- VVA je slovenska vojaška kratica, ki označuje  Višja vojaška akademija.
- VZRJ označuje Vojska Zvezne republike Jugoslavije.